# Gouaux-de-Luchon
Gouaux-de-Luchon is een gemeente in het Franse departement Haute-Garonne (regio Occitanie) en telt 45 inwoners (2009). De plaats maakt deel uit van het arrondissement Saint-Gaudens.

## Geografie
De oppervlakte van Gouaux-de-Luchon bedraagt 15,3 km², de bevolkingsdichtheid is dus 2,9 inwoners per km².
De onderstaande kaart toont de ligging van Gouaux-de-Luchon met de belangrijkste infrastructuur en aangrenzende gemeenten.

## Demografie
Onderstaande figuur toont het verloop van het inwonertal (bron: INSEE-tellingen).